# Aponeurosi plantar
L'aponeurosi plantar (aponeurosis plantaris) o fàscia plantar, és la formació fibrosa que, des de la tuberositat interna del calcani (os del taló), s'estén cap a la base dels dits del peu; fins al metatars o os de cada dit del peu. Dona suport als teixits del peu.
Encara hi ha cert debat sobre les diferències entre fàscia i aponeurosi. El Diccionari mèdic Dorland defineix una aponeurosi com una expansió tendinosa blanca, aplanada o en forma de cinta, que serveix principalment per connectar un múscul amb les parts que mou, i també es defineix l'aponeurosi plantar com les bandes que el teixit connectiu fibrós irradia cap a les bases dels dits dels peus des del procés medial de la mitjana posterior del calcani.